# جمجمة داكا

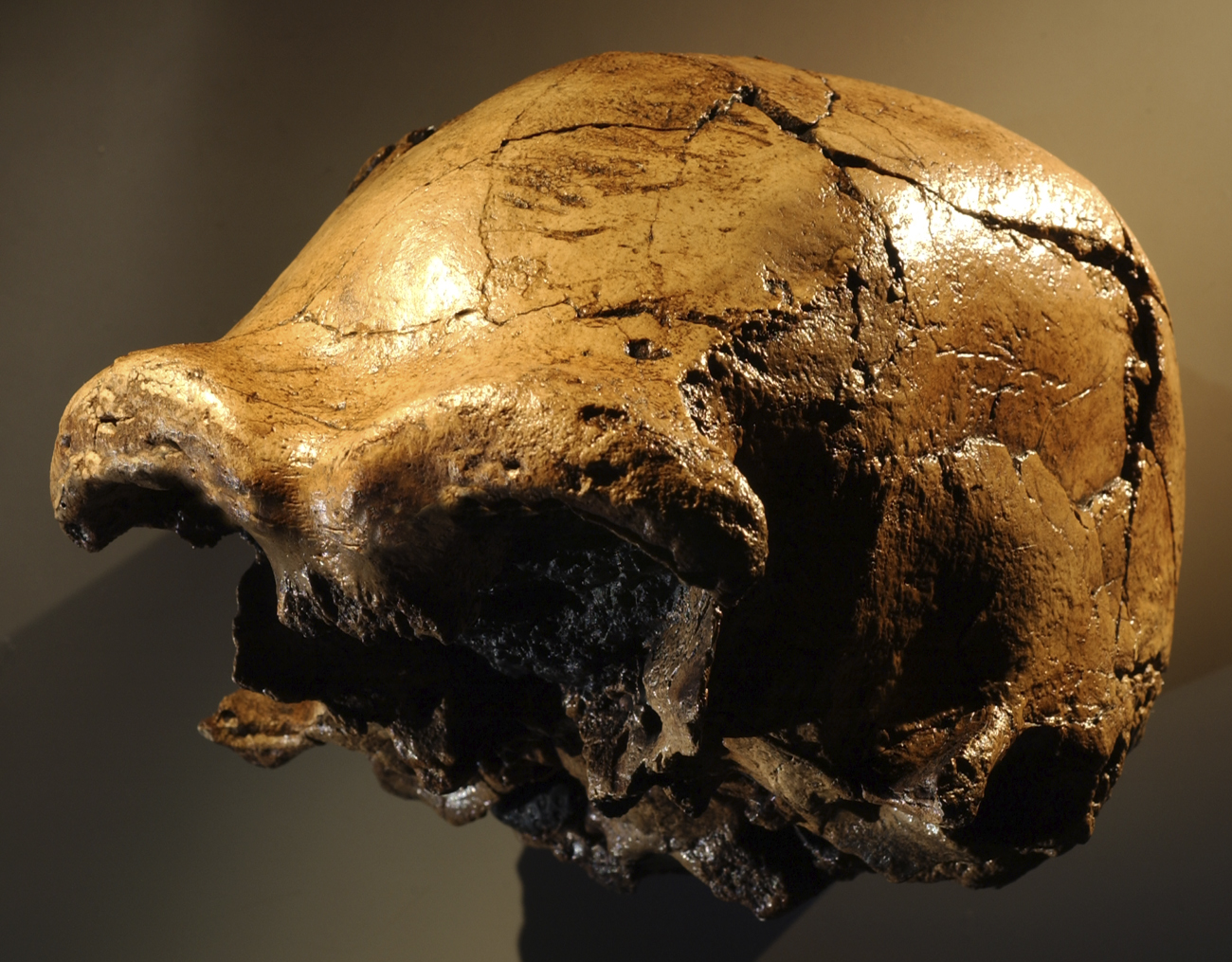
جمجمة داكا

تعتبر داكا كالفاريا (قبة جمجمية مع قاعدة للجمجمة)، وهي العينة رقم (BOU-VP-2/66)، عينة من الإنسان المنتصب من أعضاء داكا من تشكيلات بوري في منطقة دراسة نهر أواش الوسطى في وادي أواش في صدع أثيوبيا.
اكتشفه هنري جيلبيرت عام 1997. مع وجود العديد من عينات الإنسان المنتصب (عظام الساق، وشظايا الجمجمة، والفك السفلي بدون أسنان)، بالإضافة إلى مجموعة كبيرة من الأدوات الحجرية الأشولينية وعدّة مئات من الحفريات الحيوانية. يعود تاريخ المنطقة إلى نحو مليون عام.
تبلغ سعة جمجمة داكا كالفاريا 995 سم مكعب (بالمقارنة مع الشمبانزي 375 سم مكعب، والإنسان 1400 سم مكعب).